# Enrique Míguez
Enrique Míguez (n. 14 martie 1966, Tui⁠(d), Galicia, Spania) este un canoist ce a reprezentat Spania, medaliat olimpic. A participat la 3 ediții ale Jocurilor Olimpice (1984, 1988, 1992) în care a câștigat o medalie de bronz.